# Muurainen (ö i Norra Savolax, Varkaus, lat 62,68, long 27,61)
Muurainen är en ö i Finland. Den ligger i sjön Kallavesi och i kommunen Leppävirta i den ekonomiska regionen  Varkaus ekonomiska region  och landskapet Norra Savolax, i den centrala delen av landet, 300 km nordost om huvudstaden Helsingfors. Öns area är 2,1 hektar och dess största längd är 230 meter i sydöst-nordvästlig riktning.